# روبرت هودسون
روبرت هودسون (22 فبراير 1973 في أستراليا - ) (بالإنجليزية: Robert Hodgson)‏ هو لاعب كريكت أسترالي. لعب مع فريق تسمانيا للكريكت.

## وصلات خارجية
- روبرت هودسون على موقع إي آس بي آن كريك إنفو (الإنجليزية)